# Кирьят-Хаим
Кирьят-Хаим — интегральная часть Хайфы, расположенная на берегу Хайфского залива в долине Звулун . Основан в 1933 году на землях, приобретенных Земельным фондом Израиля («Кэрэн Каемет ле- Исраель») и назван в честь Хаима Aрлозорова, официальное название — Кирьят Хаим Арлозоров. Активная застройка с 1949 года. 

Подразделяется на Восточный Кирьят Хаим — между шоссе № 4 и железной дорогой Тель-Авив — Нагария и Западный — между железной дорогой и Хайфским заливом. 

Развитая инфраструктура, озеленение и транспорт, учебные (школы всех уровней, технологический колледж «Амаль», учебно-консультационный пункт Открытого университета) и медицинские заведения, дома культуры («Бейт Наглер» и «Бейт Гейне») и Северный театр («Театрон А-Цафон»), мемориальный комплекс «Яд ле баним», стадион «А-Поэль». Реабилитационно-оздоровительный центр «Илан» с плавательными бассейнами. Реабилитационный центр для незрячих и слабовидящих «Мигдаль Ор». Центр физкультуры и спорта. Железнодорожная станция, направления: северное до Нагарии и южное, на Тель-Авив и до аэропорта Бен-Гурион. Связан с центром Хайфы скоростным шоссе № 22 и шоссе № 4, с севером страны — шоссе № 4. С 2013 запущена линия скоростных автобусов, соединившая Крайот и Хайфу. Песчаный пляж с современно обустроенной набережной с видом на северную часть Хайфы с горой Кармель и портом. Граничит с Кирьят Ямом и Кирьят Моцкиным — на севере, с Кирьят Бяликом — на востоке. Южная оконечность граничит с крупнейшей в стране промышленно-торговой зоной «Хайфский залив».
Население — 40 000 жителей (на начало 2003 года).
В Кирьят- Хаиме росла популярная певица, исполнительница песен на идиш, исполнительница в жанре «Песни Земли Израиля» Хава Альберштейн.